# Светча
Светча — река в Тверской области России, протекает по территории Лихославльского и Спировского районов. Устье реки находится в 60 км по левому берегу реки Тифины. Длина реки составляет 22 км, площадь водосборного бассейна — 131 км².

## Данные водного реестра
По данным государственного водного реестра России относится к Верхневолжскому бассейновому округу, водохозяйственный участок реки — Молога от истока и до устья, речной подбассейн реки — Реки бассейна Рыбинского водохранилища. Речной бассейн реки — (Верхняя) Волга до Куйбышевского водохранилища (без бассейна Оки).
По данным геоинформационной системы водохозяйственного районирования территории РФ, подготовленной Федеральным агентством водных ресурсов:
- Код водного объекта в государственном водном реестре — 08010200112110000005897
- Код по гидрологической изученности (ГИ) — 110000589
- Код бассейна — 08.01.02.001
- Номер тома по ГИ — 10
- Выпуск по ГИ — 0